# Lucia de Brouckere
Lucia Florence Charlotte de Brouckere (* 13. Juli 1904 in Saint-Gilles/Sint-Gillis, Brüssel, Belgien; † 3. November 1982 in Ixelles/Elsene, Belgien) war eine belgische Chemikerin und Hochschullehrerin. Sie war die erste Universitätsprofessorin in Belgien, die an einer naturwissenschaftlichen Fakultät lehrte.

## Leben und Werk
De Brouckère war die Tochter des sozialistischen Politikers Louis de Brouckère. Sie verbrachte einen Teil ihrer Kindheit in Belgien, aber zu Beginn des Ersten Weltkriegs floh die Familie nach England, wo sie ihre Sekundarschulbildung erhielt. Nach ihrer Rückkehr nach Belgien 1923 studierte sie Chemie an der Université libre de Bruxelles (ULB). Sie promovierte 1932 und erhielt für ihre Dissertation den Stas-Preis der Académie royale des Sciences, des Lettres et des Beaux-Arts de Belgique. Sie habilitierte 1933 und mit dieser Ernennung, die erst wenige Jahre später wirksam wurde, trat De Brouckère die damals höchste akademische Position einer Frau an. Sie wurde Assistentin im Labor von Jean Timmermans und erhielt 1937 in Gent als erste Belgierin eine Stelle als Dozentin.
Während des Zweiten Weltkriegs floh De Brouckère nach London, wo sie an der von der Exilregierung eingerichteten chemischen Forschung für militärische Zwecke teilnahm. Nach 1944 leitete sie das Referat Industrielle Chemie im Wirtschaftsministerium der Exilregierung. Im Jahr 1945 erhielt sie einen Lehrstuhl an der Université libre de Bruxelles und war damit die erste Frau, die eine ordentliche Professorin an einer belgischen Fakultät für Naturwissenschaften erhielt.
In den Nachkriegsjahren war eine der Hauptaufgaben von De Brouckère die chemische Fakultät der Universität neu zu organisieren. Gleichzeitig war sie Leiterin des Allgemeinen Chemielabors und übernahm 1951 die Leitung des Mineralogie- und Analytiklabors.
De Brouckères Forschungen in den 1950er Jahren konzentrierten sich auf Kolloide und Makromoleküle. Sie veröffentlichte verschiedene Handbücher, war Prodekanin und von 1960 bis 1962 Dekanin der Fakultät für Naturwissenschaften. Im Jahr 1974 wurde sie emeritiert.
Sie war Mitglied verschiedener Gesellschaften, der Belgischen Chemischen Gesellschaft, der Universitätsstiftung und vielen anderen. Sie war Vizepräsidentin des Nationalen Chemiekomitees, Präsidentin der Belgischen Chemievereinigung und Mitglied der Expertenkommission für Wissenschaftspolitik. Sie gründete 1968 mit drei Kollegen das Unterrichtszentrum für wissenschaftlichen Film und war Präsidentin der Vereinigung für den wissenschaftlichen Film.

## Außeruniversitäre Aktivitäten
In den 1930er Jahren kämpfte sie gegen den Aufstieg der extremen Rechten und wurde 1934 die erste Präsidentin des Weltkomitees der Frauen gegen Krieg und Faschismus. Sie verteidigte insbesondere die Idee der freien und unabhängigen Forschung gemäß den Statuten der Freien Universität Brüssel, die Anerkennung des Säkularismus und die Rechte der Frau.
Nach den Studentenunruhen von 1968 wurde sie zur Vorsitzenden der ULB-Reformkommission gewählt. Sie war Präsidentin des Centre d'Action Laïque, in dem sie für die Aussetzung des Anti-Abtreibungsgesetzes kämpfte. Sie trat in den 1960er Jahren der Freimaurerei sowie weiteren weltlichen militanten Vereinigungen bei.
Sie starb 1982 in Ixelles im Alter von 78 Jahren.

## Ehrungen
- 1953: Adolphe Wetrems prize
- 1974: Gründung des Lucia-de-Brouckère-Fonds
- 1984: die Fakultät für Naturwissenschaften der Université libre de Bruxelles weihte den  square Lucia de Brouckère im Forum des Campus ein
- 1996: Sponsorin der Lucia de Brouckère High School
- 1993: Lucia-de-Brouckère-Stiftung zur Förderung der Wissenschaft
- Haute Ecole Lucia de Brouckère - établissement d'enseignement supérieur in Brüssel
- Haute Ecole Lucia de Brouckère in Jodoigne
- Cepes-He Lucia De Brouckère in Schaerbeek, Belgien

## Veröffentlichungen (Auswahl)
- Chimie générale. Presses universitaires de Bruxelles, 1963.
- Évolution de la pensée scientifique : évolution des notions d’atomes et d’élément. Fédération des amis de la morale laïque, 1982.
- Le principe du libre examen et son prolongement : la laïcité. U.A.E, 1979.